# 풍운 삼국지
"풍운 삼국지"는 1967년 공개된 대한민국의 영화이다.

## 배역
- 신영균
- 박노식
- 남궁원
- 김지미
- 남정임
- 방수일
- 박암
- 김운하
- 추석양
- 최성호